# Metapion candidum candidum
Metapion candidum candidum é uma subespécie de insetos coleópteros polífagos pertencente à família Apionidae.
A autoridade científica da subespécie é Wencker, tendo sido descrita no ano de 1864.
Trata-se de uma subespécie presente no território português.